# Oulema arizonae
Oulema arizonae är en skalbaggsart som först beskrevs av Schaeffer 1919.  Oulema arizonae ingår i släktet Oulema och familjen bladbaggar. Inga underarter finns listade i Catalogue of Life.